# 순헌황귀비
순헌황귀비 엄씨(純獻皇貴妃 嚴氏, 1854년 2월 2일(음력 1월 5일) ~ 1911년 7월 20일)는 조선의 왕족이자 대한제국의 황족으로 대한제국 고종의 후궁이다. 대한제국의 마지막 황태자인 의민태자(영친왕)의 어머니이다. 1897년부터 1906년 그녀를 황후로 추대하려는 지속적으로 일어났으나, 이준용을 비롯, 반대하는 의견도 많아 결국 황후 책봉은 무산되었다. 양정고등학교, 진명여자고등학교, 숙명여자대학교의 전신이 되는 양정의숙, 명신여학교, 진명학원 등을 설립하였다.
1861년 8세의 나이에 아기나인으로 입궐, 궁녀가 되었다. 혹은 5세에 입궐했다는 설도 있다. 이후 고종의 지밀상궁, 명성황후의 시위상궁 등으로 있다가 고종의 승은을 입고 명성황후에 의해 궐밖으로 쫓겨났다. 한때 서인으로 몰릴 위기에 처했으나 윤용선의 구명 상소로 서인을 면했고 뒤에 복귀했다. 아들 은의 출산 후 순빈(純嬪)에 책봉되고, 1901년 순비(純妃), 1903년 황귀비로 진봉되었다. 고종황제는 그를 황후로 책봉하려 했으나, 이준용이 이를 강력하게 반대하여 무산시켰다. 대신 그녀는 자신의 아들 은을 황태자로 책봉하려 노력, 황태자 책봉에 성공한다. 별칭은 선영(善英)이며, 순빈, 순비, 엄비(嚴妃) 등로도 불린다. 궁호는 경선궁(慶善宮)으로, 이명 경선궁 마마로도 불렸다. 서울 서소문 출신.

## 생애

### 출생
1854년 음력 1월 5일 / 양력 2월 2일 한성부 서소문방 서소문에서 평민인 엄진삼(嚴鎭三)의 장녀로 태어났다. 민간에서 전하는 그의 별칭은 선영(善英)이다. 그의 할아버지 엄재우(嚴載祐)는 증 가선대부 호조참판에 증직되었다가 다시 증 자헌대부 의정부참찬에 증직되었다. 할아버지 엄재우의 증직은 양 남동생 엄준원의 출세로 추증된 직위이고, 아버지 엄진삼의 직책인 증 의정부 찬정은 역시 사후 증직된 것이다. 그의 큰아버지인 엄진일은 고종 초에 무관으로 창덕궁위장을 역임하기도 했다.
윤효정에 의하면 엄귀비의 친정아버지 엄진삼은 종로 육전거리에서 장사를 했다고도 한다. 그녀의 가계는 한성부 불광동, 고양군 용두리 등에 살았다. 5대조 엄한명의 둘째 아들인 고조부 엄계승이 불광동에서 경기도 고양군 용두리로 이주했고, 이후 그곳에서 살아왔다. 그의 큰아버지 엄진일은 창덕궁장, 창덕궁위장을 지냈다. 하지만 그녀의 집안은 빈한했고, 아버지 엄진삼은 관직을 역임하지 못했다. 그녀는 1861년 1월, 나이 8세 때에 궁녀가 되어 입궐하였고, 경복궁의 나인으로 배치되었다. 일설에는 5살 때에 입궐했다는 설이 있다.
아버지 엄진삼에게는 오빠 엄봉원, 엄학원이 있었다. 그러나 오빠 두 명은 결혼 직후 일찍 죽고 아들이 없었으므로, 큰아버지 엄진일의 아들이자 그의 사촌 남동생인 엄준원이 아버지 엄진삼의 양자가 되었기에 진명학원(진명여자고등학교)의 창립자인 엄준원은 그의 양 남동생인 셈이다. 뒤에 다시 엄준원의 아들 중 한명인 엄주명은 엄봉원의 양자가 되었다.
그의 친정은 서울 서소문 주변에 있었다. 그리고 친척들은 고양 용두동, 은평구 불광동 일대에 살고 있었고, 그녀의 가까운 선조들의 무덤도 은평 불광동, 고양 용두동 일대에 주로 있었다.

### 입궐 초기

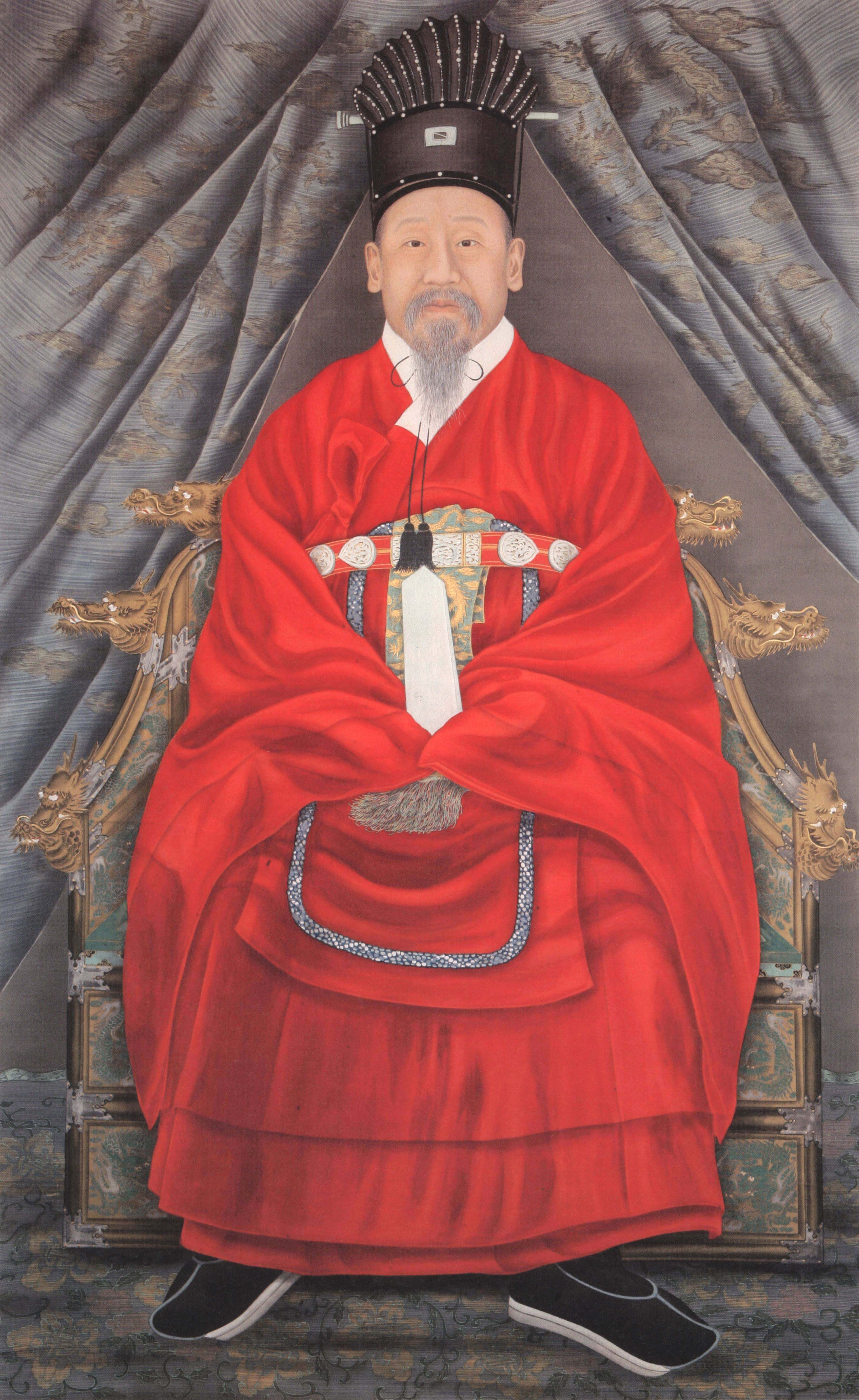
고종 황제의 어진

1882년 임오군란 당시 명성황후가 실종되자 그는 고종을 지극 정성으로 보필하여 그 공으로 지밀상궁이 되었다. 이후 명성황후의 시위상궁(侍衛尙宮)으로 있었으며, 명성황후 생전인 1885년 32세에 고종의 승은을 입었다가 명성황후에게 발각되면서 궁궐에서 쫓겨났다.
명성황후에 의해 대궐에서 쫓겨날 당시 엄귀비는 상궁직을 박탈당하고 서인(庶人)이 되게 하였으나 당시 대신 윤용선이 고종에게 간곡하게 말하여 서인만은 면하게 되었다. 후에 엄귀비는 윤용선의 은혜를 늘 잊지 않고 있다가 순종의 계비를 간택할 때 윤용선의 손녀를 추천하였다.
1895년(고종 32년) 10월 8일 을미사변 이후 다시 입궐하여 고종의 총애를 받았다. 1895년 11월 신변에 위협을 느낀 고종은 궁궐 탈출을 시도했으나 실패, 1896년 2월 11일 러시아 공사관으로 탈출한다. 이때 그가 자신과 궁녀 2명이 타고 다니는 가마를 이용, 일본군의 경계를 늦춘 뒤, 이 가마로 고종, 황태자 척을 탈출시켰다.
아관파천 때는 고종을 모시고 러시아 공사관에서 같이 생활하였으며, 1897년 10월 20일 황자 은(垠, 의민태자)을 낳고 그해 10월 22일 정식으로 귀인(貴人)에 봉작되었다. 이후 순빈, 순비로 차례로 진봉되었고, 나중에는 황귀비로 봉해졌다. 고종의 친조카 이준용은 일본 망명 직후부터 엄상궁의 빈 책봉을 반대하고 나섰다. 이준용은 일본 체류중인 조선인, 일본의 식자들을 상대로 엄귀비가 황후가 될 인물이 아니라며 설득하고 다녔다. 이어 고종은 명성황후의 빈자리를 대체할 인물로 엄상궁을 택하고 그를 황후로 격상시키려 시도한다. 그러나 이준용은 일본 내 한인, 망명 한인들을 상대로 이를 알리며 반대 운동을 준비, 진행한다.
1897년부터 1906년까지 엄씨를 황후로 추대하자는 의견이 지속적으로 일어났다.

### 이준용과의 갈등과 빈 책봉 시도
1899년 4월 이준용은 일본망명객들이 벌인 엄상궁의 황후책봉에 대한 반대운동에 가담하였다. 그는 유길준, 권동진, 조중응 및 기타 2~3인과 함께 논의한 결과 신분이 낮은 엄상궁을 황후로 삼는 것은 국가를 위태롭게 하는 조치라는 이유를 들어 엄상궁의 황후 책봉을 반대할 것을 결의하였다. 그리고 이러한 의사를 담아 궁내부대신 이재순에게 충고서를 보내기로 하였다. 이준용은 엄상궁의 출신 성분이 한미하다는 이유로, 왕실의 위신에 관련된 문제라며 엄상궁의 황후 책봉을 반대하였다.

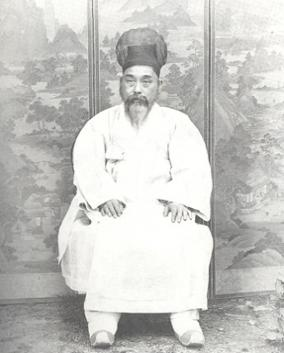
영선군 이준용
(잠재적 왕위계승권자였던 그는 영친왕의 존재를 부담스러워했다.)

또한 이준용은 아버지 흥친왕에게 서한을 보내 엄상궁 같은 미천한 소생이 황제의 총애를 얻은 것을 기화로 간신배들이 벼슬을 얻기 위해 엄상궁을 황후로 책봉하려 기도하고 있으니, 이러한 때에 황실에 관계된 이들은 반대의사를 분명히 해야 한다고 하였다. 이처럼 이준용이 엄상궁의 황후 책봉 반대운동을 적극적으로 벌인 것은 엄상궁이 자신의 아들 황자 이은의 권력 승계를 위해 일본에 망명중인 이준용과 이강 등을 극력 배척하였기 때문이다. 이준용은 엄귀비의 한미한 집안을 문제삼아 공격했다. 그러나 이런 처지에서 이준용의 엄상궁 황후 책봉 반대운동은 도리어 그의 신변에 위협 요인으로 작용할 수밖에 없었다.
이준용은 일본에서 엄귀비가 황후로 책봉되면 안된다고 주장하며 다녔고 이는 대한제국에도 그대로 전해졌다. 엄상궁과 그의 측근들은 고종에게 이준용이 다른 마음을 품고 있다고 고했고, 명성황후의 암살에 이준용이 개입되었다고 확신하던 고종은 이준용 제거를 결심한다. 고종은 이준용의 송환을 일본에 요청했으나 일본은 정치 망명객을 내줄 수 없다며 거절했다. 대한제국 조정에서는 이준용을 제거하기 위해 자객을 보냈지만, 뚱뚱한 거구에 비해 민첩했던 이준용은 자객을 따돌리고 피신에 성공한다.

### 빈 책봉과 귀비 책봉

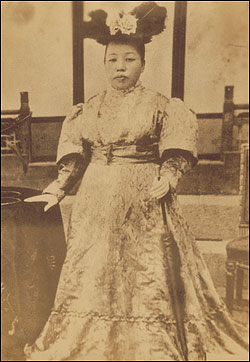
순헌황귀비 양장 사진

이준용의 강한 반대와 국내 종친들의 반대에도 불구하고 아들 황자 은의 출산 직후 상궁에서 귀인(貴人)이 되고 1900년 음력 7월 9일(8월 3일 순빈(淳嬪)에 책봉되었다. 그러나 그를 황후로 책봉하려던 고종의 시도는 실패한다.
1901년 8월 14일에 비(妃)로 진봉되고, 8월 23일 거처는 경선궁(慶善宮)의 호를 받았다. 그해 9월 11일 영돈녕원사 윤용선(尹容善)이 그를 황비로 올리는 것을 고종에게 건의하였다.  1902년 6월 한성근(韓聖根), 심상한(沈相漢)이 유생들을 인솔하여 대궐 앞에서 엄 귀비의 황후 책봉을 간청하는 상소를 올렸다. 이어 김병익(金炳翊), 서상조(徐相祖) 등이 선비 400명을 거느리고 황후 책봉을 간청하는 상소를 올렸다. 이에 이준용은 조선으로 서신을 보내 엄귀비의 출신 성분이 미천하다며, 이런 사람을 황후로 삼으면 안된다는 반대 서신을 조선 각지에 발송했다.
이용익은 고종의 엄귀비 총애를 지적, 비판했다. 1902년(광무 6) 11월 이용익은 입궐했을 때, 고종에게 "폐하께서 엄비(嚴妃)를 총애하는 것은 당나라 명황(唐明皇, 당 현종)이 양귀비(楊貴妃)를 총애한 것과 다름이 없습니다"라고 하자 고종은 그를 어리석다며 비웃고 치죄하지 않았다. 고종이 엄귀비를 총애하는 것을 양귀비에 빗댄 것은 엄귀비의 귀에도 들어갔다. 그러나 엄귀비는 이용익을 어떻게 할 수 없었다. 황현에 의하면 "이용익은 엄비에게 신(臣)을 칭하면서 대하므로 엄비도 그를 당해 내지 못하였다" 한다.
그의 존호를 논할 때 이용익이 옛적에 양귀비가 있었으니 엄귀비로 하는 것이 어떻겠느냐고 발언했다 정교의 대한계년사에 의하면 '이용익의 발언에 대해 그는 "귀비(貴妃), 귀비 말인가? 이는 곧 당나라 명황(明皇)의 양귀비(楊貴妃)와 같은 꼴이 아닌가?"했다.' 한다.
1902년 10월 28일 의정부 의정 윤용선(尹容善), 참정 김성근(金聲根), 찬정 학부대신 민영소(閔泳韶), 찬정 외부대신 조병식(趙秉式), 찬정 농상공부대신 민종묵(閔種默), 찬정 궁내부대신임시서리 윤정구(尹定求), 찬정 권재형(權在衡), 찬정 법부대신 이재극(李載克), 찬정 내부대신 김주현(金疇鉉), 찬정 군부대신임시서리 이근택(李根澤), 참찬 이용태(李容泰) 등이 모여 이용익을 탄핵하는 상소를 올렸다. 황현에 의하면 '윤용선 등은 그 이야기를 듣고, 이를 빌미로 이용익을 죄로 얽어매서 죽이려고 했다' 한다.
1902년 [10월 24일]] 윤용선 등이 그를 황귀비로 책봉할 것을 상소했고, 12월 2일 봉상사 제조 김사철(金思轍) 등이 순빈을 황후로 책봉할 것을 건의했다. 이후 그녀를 황후로 책봉해야 한다는 여론이 나왔으나 이준용 등은 이를 반대했다. 1903년 12월 25일 황귀비(皇貴妃)로 책봉되었다.

### 아들 은의 황태자 추대 노력
순종에게 아들이 없었고 그가 엄청 병약했기에 엄귀비는 자신의 아들 황자 은을 황태자로 올릴 계획을 세운다. 그러나 이를 안 의친왕이 반발하면서 의친왕과도 갈등하게 된다
1907년 8월 17일 태황제 고종은 후사가 없는 순종의 황태자로 영친왕 이은을 결정하였다. 이는 자신의 왕위를 계속 위협했던 이준용과 이강을 견제하려는 고종의 의도와 이준용파와 이강파가 득세하면 자신의 실권이 잠식될 것을 우려한 이완용의 정략이 맞아떨어진 결과였다. 이로써 장기간 해외 망명생활 중에 끊임없이 잠재적 왕위계승자로서 대우와 주목과 견제를 받아왔던 이준용은 순종의 사촌형으로 , 이강은 황태자의 숙부라는 지위로 바뀐다.

### 생애 후반
아들 영친왕 은을 순종의 태자로 만드는 데는 성공하였으나 영친왕은 이토 히로부미가 자신이 황태자 사부(師父)라는 명목 하에 일본 유학을 빌미로 인질로 데려갔다. 이때 그의 친정 조카 엄주명(嚴柱明) 등이 동행했다. 아들 영친왕이 일본의 사관학교에서 고된 훈련을 받는 도중 점심을 주먹밥으로 먹는 장면을 촬영한 필름을 보게 되었는데, 이를 보고 애통해하다가 먹던 떡이 급체하기도 했다 한다.
1905년(광무 9) 경선궁(慶善宮) 재산을 비롯하여 황실 토지 7백만평을 쾌척하여 양정의숙(현 양정고등학교)을, 1906년 진명여학교(현 진명여자고등학교)와 명신여학교(현 숙명여중, 숙명여고, 숙명여자대학교의 전신)를 세웠으며, 수시로 사재를 기부금으로 보냈다. 1906년 5월 구 용동궁지(龍洞宮趾)를 명신여학교에 기증했다. 1912년 1월부터 명신여학교는 경선궁 및 영친왕이 기증한 황해도 신천, 은율, 안악, 재령 일대의 토지, 경기도 파주, 전남 완도 등 6군의 농경지 수익금으로 재단법인 숙명학원 재단을 설립, 재단 수익으로 활용했다.
1905년 3월 6일부터 엄주익은 공조 뒤편(공후동)에 있던 민가를 1740원에 매입, 3월 23일부터 5월 3일까지 수리하고 양정의숙의 교사와 대지로 사용하였다. 엄주익이 양정의숙의 교사와 부지를 기탁했으며 여러 독지가들의 출연금(出捐金)과 기탁금을 기증, 양정의숙 개학당일까지 3620원의 찬성금이 답지하였다. 엄귀비 또한 1906년 5월 19일 아들 영친왕의 명의로 양정의숙에 4000원을 하사하고 1907년 8월 29일까지 총 9525원의 자금을 양정의숙에 답지하였다.
그는 궁녀들도 학교에 입학하게 하여 교육을 받게 했고, 수시로 각 학교 교원, 학생들에게 필요한 경비와 학용품을 내탕금을 지원해 주었다. 
또한 순헌귀비는 이화학당, 배재학당 등에도 주기적으로 후원금, 장학금을 기탁하였다. 1907년 5월부터 7월 엄비는 영친왕궁에 소속된 전남의 함평(咸平)·무안(務安)·광양(光陽), 경기도 이천·풍덕(豊德) 등 토지 약 200만 평의 소유권을 양정의숙에 하사, 기증했다. 한성부 종로의 걸인들에게 자선을 베풀었고, 화재로 불에 탄 종로상점 재건축 비용이 모자라자 건축비를 내려주었다. 진명부인회(進明婦人會)에 돈과 건물을 기증, 대한부인회(大韓婦人會)의 모범 잠업장 건립에 기금을 하사했다. 그는 정식 황후 에 책봉되지는 못했으나 신한민보, 매일신보 등 일부 언론에서는 민비(閔妃)와 같이 엄비(嚴妃)로도 불려졌다. 

### 최후
1910년(융희 4) 10월 2일 경술국치 이후 귀비로 불렸다. 1907년 아들 영친왕의 세자빈으로 민영돈의 딸 민갑완이 낙점, 약혼하였다. 민갑완은 여흥부대부인의 12촌 손녀뻘이었고, 명성황후에게는 16촌 손녀뻘이었다. 그러나 의민태자의 유학, 그의 사후 1919년 고종의 국상 등 여러가지 이유로 의민태자와 민갑완의 약혼은 파혼되었다.
1911년 7월 장티푸스에 걸려 고생하다가 결국 7월 20일 덕수궁 함녕전(咸寧殿) 즉조당에서 향년 57세를 일기로 세상을 떠났다. 당시 그의 아들 영친왕은 일본에 체류중이었다. 민갑완에 의하면 영친왕의 활동 영화를 보고 3일만에 사망했다 한다.
사망 후 바로 순종에게 사시격인 '순헌'이란 시호를 받았다.

### 사후
빈소는 준명전에 마련되었다. 처음 궁호(宮號)를 망덕(望德)이라 했으나 뒤에 개정되었다. 그해 7월 27일 사당의 궁호(宮號)는 덕안(德安)으로 정해지고, 원호(園號)는 영휘(永徽)로 정해졌으며 8월 3일 양주 천수산으로 운구되었다. 12월 6일 아들 영친왕을 대신하여 이왕직 장관 민병석(閔丙奭)이 경성 천일은행을 찾아가 순헌귀비가 생전 예금해둔 돈을 대신 인출, 은행장 이봉래(李鳳來)와 인출 계약서를 작성했다. 인출된 예치금은 영친왕에게 전달됐다.
양주 천수산(天秀山), 명성황후의 초장지 오른쪽에 안장되었고 묘호는 영휘원이라 하였다. 그의 묘소 왼편에는 명성황후 등의 묘소가 있었으나 명성황후의 묘소는 1919년 고종 사후 양주군 금곡(후일의 남양주시 금곡동)으로 이장했다. 후에 그녀의 생전에 얼굴을 못본 장손 이진이 갑자기 독살당하면서 그녀의 묘소 건너편에 안장되었다.(숭인원)
그의 기부는 순헌황귀비의 추천으로 입궐하여 영친왕의 보모로 일했던 송설당 최씨가 후일 김천고등보통학교(후일의 김천중학교, 김천고등학교의 전신)를 설립하는데 영향을 주었다. 덕안궁에 있던 위패는  1929년 7월 11일 육상궁 경내로 옮겨져 조선의 역대 국왕, 추존왕 생모의 위패를 모신 칠궁에 추가로 봉안되었다. 덕안궁이 있던 자리는 1935년 경성부민회관이 세워진다.

## 가족 관계
| 대한제국의 후궁 | 순헌황귀비 엄씨 純獻皇貴妃 嚴氏 | 출생 | 1854년 1월 21일 (음력 1월 5일) 조선 한성부 서소문방    |
| 대한제국의 후궁 | 순헌황귀비 엄씨 純獻皇貴妃 嚴氏 | 사망 | 1911년 7월 20일 (57세) 일제강점기 경성부 덕수궁 함녕전 |

|    |                     | 본관 | 생몰년                   | 부모                              | 비고 |
| -- | ------------------- | ---- | ------------------------ | --------------------------------- | ---- |
| 부 | 엄진삼 嚴鎭三       | 영월 | 1812년 - 1879년 7월 28이 | 엄재우 嚴載祐 곡산 연씨 谷山 延氏 |      |
| 모 | 밀양 박씨 密陽 朴氏 | 밀양 | 1824년 - 1895년 7월 22일 | 박치순 朴致淳 -                   |      |

| 조선 제26대 국왕 대한제국의 초대 황제 | 고종 태황제 高宗 太皇帝 | 출생 | 1852년 9월 8일 조선 한성부 운현궁 사저                 |
| 조선 제26대 국왕 대한제국의 초대 황제 | 고종 태황제 高宗 太皇帝 | 사망 | 1919년 1월 21일 (66세) 일제강점기 경성부 덕수궁 함녕전 |

| 작호 | 작호                                | 이름  | 생몰년          | 배우자                                  | 비고                     |
| ---- | ----------------------------------- | ----- | --------------- | --------------------------------------- | ------------------------ |
| 장남 | 의민황태자 懿愍皇太子 영친왕 英親王 | 은 垠 | 1897년 - 1970년 | 의민황태자비 이방자 懿愍皇太子妃 李方子 | 대한제국의 마지막 황태자 |

## 관련 작품

### 영화
- 김지미 - 《독립협회와 청년 이승만》(1959년)
- 전계현 - 《청일전쟁과 여걸민비》(1965년)

### TV 드라마
- 김은정, 신소민 - 《대원군》 (1990년, MBC)
- 오지영 - 《찬란한 여명》 (1995년, KBS)
- 서미애 - 《명성황후》 (2002년, KBS)
- 김자옥 - 《너희가 나라를 아느냐》 (2002년, MBC)
- 김주령 - 《미스터션샤인》 (2018년, tvN)

## 관련 문화재
- 봉원사 아미타괘불도 - 서울특별시 유형문화재 제363호

## 기타
여성의 교육과 문맹 탈출을 주장하던 개신교 선교사들의 견해에 깊이 공감한 그는 1905년 양정의숙(현 양정고등학교)을, 1906년 진명여학교(현 진명여자고등학교)와 명신여학교(현 숙명여자대학교)를 설립하는 데 후원하였다. 또한 이화학당과 배재학당에도 정기적으로 후원금을 보내 학생들에게 장학금으로 지급하게 했다.
엄귀비의 사진은 궁궐 병풍을 배경으로 촬영한 사진, 이토 히로부미의 아내와 두 딸로 추정되는 여인과 촬영한 사진, 양복 차림으로 검은 우산을 왼손에 든 사진 2장 등이 현재 전한다.

## 같이 보기
- 영친왕
- 고종
- 귀인 장씨
- 귀인 이씨
- 의친왕
- 이방자
- 엄진일
- 엄준원
- 진명학원
- 양정의숙
- 숙명학원